# Fredson Gomes
Fredson Gomes (25 de octubre de 1982) es un deportista caboverdiano que compitió en taekwondo. Ganó una medalla de oro en el Campeonato Africano de Taekwondo de 2003 en la categoría de –78 kg.

## Palmarés internacional
| Campeonato Africano | Campeonato Africano | Campeonato Africano | Campeonato Africano |
| Año                 | Lugar               | Medalla             | Categoría           |
| ------------------- | ------------------- | ------------------- | ------------------- |
| 2003                | Abuya (Nigeria)     | Medalla de oro      | –78 kg              |